# Vyšné Nemecké
Vyšné Nemecké este o comună slovacă, aflată în districtul Sobrance din regiunea Košice. Localitatea se află la altitudinea de 124 m deasupra n.m., se întinde pe o suprafață de 4,63 km2 și în 2017 număra 234 de locuitori.

## Istoric
Localitatea Vyšné Nemecké este atestată documentar din 1372.

## Demografie
| An:                | 1994 | 2004    | 2014   | 2024   |
| ------------------ | ---- | ------- | ------ | ------ |
| Număr de persoane: | 211  | 246     | 242    | 238    |
| Diferență:         |      | +16,58% | −1,62% | −1,65% |

| An:                | 2023 | 2024   |
| ------------------ | ---- | ------ |
| Număr de persoane: | 244  | 238    |
| Diferență:         |      | −2,45% |